# U-19-Fußball-Südamerikameisterschaft der Frauen 2004
Die U-19-Fußball-Südamerikameisterschaft der Frauen 2006 fand vom 11. bis zum 29. Mai 2004 statt. Die Vorrunden wurden in Paraguay (Gruppe A), Venezuela (Gruppe B), und Bolivien (Gruppe C) ausgetragen. Es war die erste Ausgabe des Turniers. Die folgenden wurden als U-20 Wettbewerbe abgehalten.
Der Turniersieger qualifizierte sich für die U-19-Weltmeisterschaft 2004 in Thailand. Aus der Veranstaltung ging die U-19 Brasiliens als Sieger hervor. Torschützenkönigin des Turniers war mit sechs erzielten Treffern die Bolivianerin Palmira Loayza.

## Spielorte
Die Partien der U-19-Südamerikameisterschaft der Gruppe A fanden in Encarnación statt. Die der Gruppe B in Caracas und die der Gruppe C in Sucre. Die Spiele der Finalrunde wurden in Angra dos Reis ausgetragen.

## Modus
Gespielt wurde eine Vorrunde in drei Dreier-Gruppen. Die anschließende Finalphase mit den Gruppenbesten Mannschaften wurde ebenfalls im Gruppenmodus ausgetragen. Brasilien war als Gastgeber direkt für die Finalrunde qualifiziert.
Es nahmen am Turnier die Nationalmannschaften Argentiniens, Boliviens, Brasiliens, Chiles, Ecuadors, Kolumbiens, Paraguays, Perus, Uruguays und Venezuelas teil.

## Vorrunde

### Gruppe A
| Pl.                             | Land        | Sp. | S | U | N | Tore    | Diff. | Punkte |
| ------------------------------- | ----------- | --- | - | - | - | ------- | ----- | ------ |
| 1.                              | Paraguay    | 2   | 2 | 0 | 0 | 007:200 | +5    | 06     |
| 2.                              | Uruguay     | 2   | 1 | 0 | 1 | 002:500 | −3    | 03     |
| 3.                              | Argentinien | 2   | 0 | 0 | 2 | 001:300 | −2    | 0      |
| Qualifiziert für die Finalrunde |             |     |   |   |   |         |       |        |

|                      |   |             |           |
| 11.5. in Encarnación |   |             |           |
| Paraguay             | – | Uruguay     | 5:1 (2:1) |
| 13.5. in Encarnación |   |             |           |
| Argentinien          | – | Uruguay     | 0:1 (0:1) |
| 15.5. in Encarnación |   |             |           |
| Paraguay             | – | Argentinien | 2:1 (1:0) |

### Gruppe B
| Pl.                             | Land      | Sp. | S | U | N | Tore    | Diff. | Punkte |
| ------------------------------- | --------- | --- | - | - | - | ------- | ----- | ------ |
| 1.                              | Ecuador   | 2   | 2 | 0 | 0 | 006:100 | +5    | 06     |
| 2.                              | Kolumbien | 2   | 1 | 0 | 1 | 004:200 | +2    | 03     |
| 3.                              | Venezuela | 2   | 0 | 0 | 2 | 000:700 | −7    | 0      |
| Qualifiziert für die Finalrunde |           |     |   |   |   |         |       |        |

|                  |   |           |           |
| 11.5. in Caracas |   |           |           |
| Venezuela        | – | Ecuador   | 0:4 (0:1) |
| 13.5. in Caracas |   |           |           |
| Kolumbien        | – | Ecuador   | 1:2 (0:0) |
| 15.5. in Caracas |   |           |           |
| Venezuela        | – | Kolumbien | 0:3 (0:2) |

### Gruppe C
| Pl.                             | Land     | Sp. | S | U | N | Tore    | Diff. | Punkte |
| ------------------------------- | -------- | --- | - | - | - | ------- | ----- | ------ |
| 1.                              | Bolivien | 2   | 2 | 0 | 0 | 014:100 | +13   | 06     |
| 2.                              | Peru     | 2   | 1 | 0 | 1 | 005:500 | ±0    | 03     |
| 3.                              | Chile    | 2   | 0 | 0 | 2 | 001:140 | −13   | 0      |
| Qualifiziert für die Finalrunde |          |     |   |   |   |         |       |        |

|                |   |       |           |
| 11.5. in Sucre |   |       |           |
| Bolivien       | – | Chile | 9:1 (4:0) |
| 13.5. in Sucre |   |       |           |
| Peru           | – | Chile | 5:0 (3:0) |
| 15.5. in Sucre |   |       |           |
| Bolivien       | – | Peru  | 5:0 (2:0) |

## Finalrunde
| Pl.                                                                                            | Land      | Sp. | S | U | N | Tore    | Diff. | Punkte |
| ---------------------------------------------------------------------------------------------- | --------- | --- | - | - | - | ------- | ----- | ------ |
| 1.                                                                                             | Brasilien | 3   | 3 | 0 | 0 | 016:400 | +12   | 09     |
| 2.                                                                                             | Paraguay  | 3   | 2 | 0 | 1 | 005:500 | ±0    | 06     |
| 3.                                                                                             | Ecuador   | 3   | 1 | 0 | 2 | 004:100 | −6    | 03     |
| 4.                                                                                             | Bolivien  | 3   | 0 | 0 | 3 | 001:700 | −6    | 0      |
| U-20-Südamerikameister und qualifiziert für die U-19-WM 2004 Qualifiziert für die U-19-WM 2004 |           |     |   |   |   |         |       |        |

|                         |   |          |           |
| 25.5. in Angra dos Reis |   |          |           |
| Brasilien               | – | Ecuador  | 7:2 (2:0) |
| Bolivien                | – | Paraguay | 0:1 (0:0) |
| 27.5. in Angra dos Reis |   |          |           |
| Paraguay                | – | Ecuador  | 2:0 (1:0) |
| Brasilien               | – | Bolivien | 4:0 (1:0) |
| 29.5. in Angra dos Reis |   |          |           |
| Brasilien               | – | Paraguay | 5:2 (2:2) |
| Ecuador                 | – | Bolivien | 1:0 (0:0) |